# Lukas Stutzke
Lukas Stutzke (* 14. Januar 1998 in Leverkusen) ist ein deutscher Handballspieler.

## Karriere
Ab der Saison 2019/20 spielte Stutzke in der 1. Bundesliga für den Bergischen HC auf der linken Rückraumposition. Bereits in der vorherigen Saison wurde ihm hierfür von seinem damaligen Verein TSV Bayer Dormagen ein Doppelspielrecht erteilt. Nach dem Abstieg des BHC aus der Bundesliga in der Saison 2023/24 wechselte er zum Erstligisten TSV Hannover-Burgdorf.
Bereits in der Jugend war Stutzke in der Nationalmannschaft aktiv und belegte mit der Junioren-Nationalmannschaft bei der Europameisterschaft in Slowenien den dritten Platz. Am 26. Oktober 2019 gab er sein Länderspieldebüt für die deutsche Männer-Nationalmannschaft. Stutzke wurde 2019/20 in die Eliteförderung des DHB aufgenommen. Am 11. Januar 2021 wurde er für Christian Dissinger vom Bundestrainer Alfreð Gíslason für die Weltmeisterschaft 2021 in Ägypten nachnominiert, kam aber zu keinem Einsatz. Für die Europameisterschaft 2022 wurde er zur Hauptrunde ebenfalls nachnominiert. Bei der Weltmeisterschaft 2023 erreichte er mit der deutschen Nationalmannschaft den 5. Platz, Stutzke wurde auch hier für die letzten beiden Spiele nachnominiert. Bei der Weltmeisterschaft 2025 scheiterte die DHB-Auswahl im Viertelfinale und beendete das Turnier auf Rang 6.